# Zeven ruiters
Zeven ruiters is een stripreeks van Jacques Terpant (tekenaar), gebaseerd op het boek Sept Cavaliers van schrijver Jean Raspail. De reeks bestaat uit drie albums die bij uitgeverij Silvester zijn uitgebracht in de periode 2016-2017

## Verhaal
7 ruiters verlaten een stad met een uitzonderlijke opdracht. Hun stad was ooit vol met leven, welvarend, een mooie plaats om in te wonen. Nu zijn de bewoners op een enkeling na vertrokken. Het is er doods, voor de paar achterblijvers rest slechts honger en de dood. In de omgeving van de stad opereren groepjes van kinderen die zich wreed gedragen en vernielingen aanrichten. Kolonel-Majoor Silve van Pickendorff krijgt van de Erfgraaf opdracht om het leven, dat de stad verlaten heeft, terug te vinden. Hij stelt een team samen bestaande uit zeven ruiters, cavaliers, de laatsten van het regiment.

## Albums
| Nummer | Titel                  | Uitgeverij | Verschenen |
| ------ | ---------------------- | ---------- | ---------- |
| 1      | De erfgraaf            | Silvester  | 2016       |
| 2      | De prijs van het bloed | Silvester  | 2016       |
| 3      | De brug van Sépharée   | Silvester  | 2017       |